# ميخائيل هوغن (لاعب كريكت)
ميخائيل هوغن (31 مايو 1981 في أستراليا - ) (بالإنجليزية: Michael Hogan)‏ هو لاعب كريكت أسترالي. لعب مع نادي مقاطعة غلاموركن للكريكت ‏ وفريق غرب أستراليا للكريكت ‏ وHobart Hurricanes ‏.

## وصلات خارجية
- ميخائيل هوغن على موقع إي آس بي آن كريك إنفو (الإنجليزية)